# Iryna Schymanowitsch
Iryna Uladsimirauna Schymanowitsch (belarussisch Ірына Ўладзіміраўна Шымановіч, engl. Transkription Iryna Shymanovich; * 30. Juni 1997 in Minsk) ist eine belarussische Tennisspielerin.

## Karriere
Schymanowitsch, die Sandplätze bevorzugt, begann mit fünf Jahren mit dem Tennisspielen. Sie spielt hauptsächlich Turniere auf der ITF Women’s World Tennis Tour, bei der sie bislang 14 Einzel- und 16 Doppeltitel gewann. Weiters gewann Schymanowitsch im Jahr 2023 gemeinsam mit Irina Chromatschowa einen WTA-Doppeltitel in Bogota und im Jahr 2024 3 WTA-Challenger-Titel im Doppel.
Bei den Olympischen Jugend-Sommerspielen 2014 gewann sie die Silbermedaille im Einzel und zusammen mit der Ukrainerin Anhelina Kalinina die Goldmedaille im Doppel.
2014 spielte Schymanowitsch erstmals für die belarussische Billie-Jean-King-Cup-Mannschaft; ihre Billie-Jean-King-Cup-Bilanz weist bislang 2 Siege bei 2 Niederlagen aus.

## Turniersiege

### Einzel
| Nr. | Datum             | Turnier             | Kategorie   | Belag           | Finalgegnerin         | Ergebnis      |
| --- | ----------------- | ------------------- | ----------- | --------------- | --------------------- | ------------- |
| 1.  | 25. November 2013 | Scharm asch-Schaich | ITF $10.000 | Hartplatz       | Emily Webley-Smith    | 6:4, 6:3      |
| 2.  | 17. Februar 2014  | Altenkirchen        | ITF $15.000 | Teppich (Halle) | Réka Luca Jani        | 6:1, 7:63     |
| 3.  | 10. März 2014     | Antalya             | ITF $10.000 | Sand            | Lisa Ponomar          | 6:2, 6:3      |
| 4.  | 17. April 2016    | Antalya             | ITF $10.000 | Hartplatz       | Lisa Ponomar          | 6:3, 6:2      |
| 5.  | 24. April 2016    | Antalya             | ITF $10.000 | Hartplatz       | Tina Tehrani          | 6:0, 6:1      |
| 6.  | 17. Juni 2017     | Minsk               | ITF $15.000 | Sand            | Ilona Kremen          | 6:1, 4:6, 6:2 |
| 7.  | 13. August 2017   | Moskau              | ITF $15.000 | Sand            | Polina Leikina        | 6:2, 6:4      |
| 8.  | 20. August 2017   | Moskau              | ITF $15.000 | Sand            | Jana Sisikowa         | 6:1, 5:7, 7:5 |
| 9.  | 22. April 2018    | Scharm asch-Schaich | ITF $15.000 | Hartplatz       | Dasha Ivanova         | 6:2, 6:1      |
| 10. | 8. November 2020  | Scharm asch-Schaich | ITF W15     | Hartplatz       | Jessie Aney           | 6:3, 7:5      |
| 11. | 29. August 2021   | Almaty              | ITF W25     | Hartplatz       | Wera Lapko            | 6:3, 6:2      |
| 12. | 2. Oktober 2022   | Otočec              | ITF W25     | Sand            | Miriam Bianca Bulgaru | 6:3, 3:6, 6:3 |
| 13. | 3. Dezember 2022  | Rio de Janeiro      | ITF W60     | Sand            | Irina Chromatschowa   | 6:2, 5:7, 6:4 |
| 14. | 20. April 2025    | Zephyrhills         | ITF W50     | Sand            | Caty McNally          | 7:62, 6:0     |

### Doppel
| Nr. | Datum              | Turnier             | Kategorie      | Belag             | Partnerin            | Finalgegnerinnen                          | Ergebnis          |
| --- | ------------------ | ------------------- | -------------- | ----------------- | -------------------- | ----------------------------------------- | ----------------- |
| 1.  | 29. Juni 2015      | Stuttgart-Vaihingen | ITF $25.000    | Sand              | Marija Marfutina     | Lenka Kunčíková Karolína Stuchlá          | 6:2, 4:6, [10:8]  |
| 2.  | 23. April 2016     | Antalya             | ITF $10.000    | Hartplatz         | Jazzamay Drew        | Tayisiya Morderger Yana Morderger         | 3:6, 6:1, [10:2]  |
| 3.  | 12. August 2017    | Moskau              | ITF $15.000    | Sand              | Ilona Kramen         | Elina Awanessjan Avelina Sayfetdinova     | 6:4, 6:4          |
| 4.  | 19. August 2017    | Moskau              | ITF $15.000    | Sand              | Ilona Kramen         | Aleksandra Kuznetsova Sofja Lansere       | 6:2, 6:0          |
| 5.  | 7. April 2018      | Scharm asch-Schaich | ITF $15.000    | Hartplatz         | Julia Terziyska      | Chen Pei-hsuan Wu Fang-hsien              | 6:3, 7:5          |
| 6.  | 1. Juni 2018       | Andijan             | ITF $25.000    | Hartplatz         | Ilona Kramen         | Anastassija Gassanowa Jekaterina Jaschina | 6:4, 6:4          |
| 7.  | 8. November 2018   | Minsk               | ITF $25.000    | Hartplatz (Halle) | Ilona Kramen         | Polina Monowa Jana Sisikowa               | 6:3, 7:63         |
| 8.  | 14. November 2020  | Scharm asch-Schaich | ITF W15        | Hartplatz         | Elina Awanessjan     | Valentina Ryser Lulu Sun                  | 6:4, 6:1          |
| 9.  | 7. August 2021     | Bydgoszcz           | ITF W25        | Sand              | Carolina Alves       | Hiroko Kuwata Yuliana Lizarazo            | 6:1, 3:6, [10:5]  |
| 10. | 24. September 2022 | Otočec              | ITF W25        | Sand              | Irina Chromatschowa  | Sandra Samir Yang Ya-yi                   | 6:2, 6:4          |
| 11. | 7. Januar 2023     | Monastir            | ITF W25        | Hartplatz         | Kryszina Dsmitruk    | Kathleen Kanev Arlinda Rushiti            | 6:1, 6:2          |
| 12. | 14. Januar 2023    | Monastir (Tunesien) | ITF W40        | Hartplatz         | Marija Marfutina     | Oana Gavrilă Sapfo Sakellaridi            | 6:2, 6:1          |
| 13. | 4. März 2023       | Astana              | ITF W40        | Hartplatz (Halle) | Anna Danilina        | Han Na-lae Jang Su-jeong                  | 6:4, 68:7, [10:7] |
| 14. | 8. April 2023      | Bogotá              | WTA 250        | Sand              | Irina Chromatschowa  | Oksana Kalaschnikowa Katarzyna Piter      | 6:1, 3:6, [10:6]  |
| 15. | 25. Februar 2024   | Puerto Vallarta     | WTA Challenger | Hartplatz         | Renata Zarazúa       | Angelica Moratelli Camilla Rosatello      | 6:2, 7:61         |
| 16. | 9. Juni 2024       | Makarska            | WTA Challenger | Sand              | Sabrina Santamaria   | Nao Hibino Oksana Kalaschnikowa           | 6:4, 3:6, [10:6]  |
| 17. | 5. Juli 2024       | Montpellier         | ITF W75        | Sand              | Mariana Dražić       | Jelena Pridankina Jekaterina Jaschina     | 1:6, 6:4, [10:8]  |
| 18. | 14. Juli 2024      | Contrexéville       | WTA Challenger | Sand              | Oksana Kalaschnikowa | Wu Fang-hsien Zhang Shuai                 | 5:7, 6:3, [10:7]  |
| 19. | 19. April 2025     | Zephyrhills         | ITF W50        | Sand              | Marija Kosyrewa      | Maria Mateas Alana Smith                  | 6:4, 6:1          |
| 20. | 26. April 2025     | Charlottesville     | ITF W100       | Sand              | Marija Kosyrewa      | Kayla Cross Petra Hule                    | 7:5, 7:5          |
| 21. | 3. Mai 2025        | Bonita Springs      | ITF W100       | Sand              | Marija Kosyrewa      | Makenna Jones Angela Kulikov              | 6:2, 6:2          |
| 22. | 7. Juni 2025       | Bari                | WTA Challenger | Sand              | Marija Kosyrewa      | Quinn Gleason Ingrid Gamarra Martins      | 3:6, 6:4, [10:7]  |
| 23. | 14. Juni 2025      | Valencia            | WTA Challenger | Sand              | Marija Kosyrewa      | Yvonne Cavalle-Reimers Ángela Fita Boluda | 6:3, 6:4          |